# Enneanectes jordani
Enneanectes jordani är en fiskart som först beskrevs av Barton Warren Evermann och Marsh, 1899.  Enneanectes jordani ingår i släktet Enneanectes och familjen Tripterygiidae. Inga underarter finns listade i Catalogue of Life.